# Hrabstwo Seward (Nebraska)
Hrabstwo Seward (ang. Seward County) – hrabstwo w stanie Nebraska w Stanach Zjednoczonych. Obszar całkowity hrabstwa obejmuje powierzchnię 575,887 mil2 (1 491,55 km²). Według danych z 2010 r. hrabstwo miało 16 750 mieszkańców. Hrabstwo powstało w 1855 roku i nosi imię Williama Sewarda - sekretarza stanu Stanów Zjednoczonych.

## Sąsiednie hrabstwa
- Hrabstwo Butler (północ)
- Hrabstwo Saunders (północny wschód)
- Hrabstwo Lancaster (wschód)
- Hrabstwo Saline (południe)
- Hrabstwo Fillmore (południowy zachód)
- Hrabstwo York (zachód)
- Hrabstwo Polk (północny zachód)

## Miasta i miejscowości
- Milford
- Seward
- Tamora (CDP)

## Wioski
- Beaver Crossing
- Bee
- Cordova
- Garland
- Goehner
- Pleasant Dale
- Staplehurst
- Utica